# Селивёрстов, Алексей Николаевич
Алексей Николаевич Селивёрстов (род. 24 июля 1976, Уфа, СССР) — российский спортсмен, заслуженный мастер спорта по бобслею, член олимпийской сборной команды России на Олимпиаде в Турине, где завоевал серебряную медаль в составе экипажа четвёрки Александра Зубкова.
В составе этого же экипажа является двукратным обладателем Кубка мира по бобслею (в сезонах 2004/2005 и 2005/2006 гг), серебряным призёром чемпионата мира (2005), бронзовым призёром чемпионата мира (2003), чемпионом Европы (2005), многократным чемпионом России и призёром чемпионатов России.
Чемпион мира по боб-стартам (2004) в двойке. Серебряный (2003 — четвёрка) и бронзовый (2000, 2001, 2004 — четвёрка, 2003 — двойка) призёр чемпионатов мира, многократный чемпион и призёр чемпионатов России по боб-стартам.
Начал свою спортивную карьеру в 11 лет, перейдя в спортивный класс 22 школы г.Уфы. Первым тренером и наставником был заслуженный тренер РСФСР Агеев Анувар Габдуллович. Алексей был перспективным легкоатлетом, однако позже решил перейти в бобслей, где добился высоких результатов на международном уровне.
Тренировали Селиверстова  заслуженный тренер России Р.Ш. Фаизов, О.Б. Сухорученко, В.Г. Вагин, Федосеева С.А. .

## Хоккейная карьера
В 2009—2013 гг. — тренер по физической подготовке команды «Торос» (Нефтекамск). 
С 9 мая 2013 по 2017 год — тренер по физической подготовке хоккейного клуба «Салават Юлаев».
С 2017 по 2021 год — тренер по физической подготовке хоккейного клуба «Витязь».
С 2020 года — тренер по физической подготовке в сборной Белоруссии по хоккею.
С 2021 года — тренер по физической подготовке хоккейного клуба «Автомобилист».